# Deutsche Telekom
Deutsche Telekom (kraće DT) je najveći telekom operater na svijetu koji posluje u više od 50 zemalja širom svijeta. Nakon inicijalne ponude od strane njemačke vlade 1996. godine za djelomičnu privatizaciju i dokapitalizacije u vlasništvu je dioničara i Savezne Republike Njemačke. Sjedište tvrtke se nalazi u Bonnu, a tvrtka nosi poznati T-Mobile brand od 2001. godine.

## Povijest
- 1989. – Osnovana divizija Deutsche Bundesposta pod nazivom Deutsche Bundespost Telekom
- 1995. – Deutsche Bundespost Telekom mijenja naziv u Deutsche Telekom AG
- 1996. – Privatizacija Deutsche Telekoma
- 2005. – Spajanje poslovnih jedinica T-Com i T-Online u stratešku poslovnu jedinicu Broadband/Fixed Network (BBFN)
- 2008. – T-Online se odvaja od Deutsche Telekoma i spaja s T-Comom u novu poslovnu jedinicu T-Home
- 2010. – Orange i T-Mobile spojili su svoje poslovanje u Ujedinjenom Kraljevstvu kako bi stvorili najveću mobilnu mrežu u toj zemlji
- 2010. – T-Mobile je spojen s T-Homeom u Telekom Deutschland GmbH
- 2013. – T-Mobile US i MetroPCS spojili su svoje poslovanje u Sjedinjenim Američkim Državama
- 2014. – Deutsche Telekom je kupio preostali udio svoje podružnice T-Mobile Czech Republic za oko 800 milijuna eura
- 2015. – Deutsche Telekom je lansirao Puls tablet
- 2020. – T-Mobile US je postao vlasnik Sprinta

## Podružnice
| Država                     | Naziv operatera          | Udio vlasništva                         |
| -------------------------- | ------------------------ | --------------------------------------- |
| Austria                    | Magenta Telekom          | 100 %                                   |
| Bosna i Hercegovina        | HT Eronet                | 39,10 % u vlasništvu Hrvatskog telekoma |
| Hrvatska                   | Hrvatski Telekom         | 51 %                                    |
| Češka                      | T-Mobile Czech Republic  | 100 %                                   |
| Njemačka                   | Telekom Deutschland GmbH | 100 %                                   |
| Grčka                      | OTE                      | 45 %                                    |
| Grčka                      | Cosmote                  | 39,1 % u vlasništvu OTE-a               |
| Crna Gora                  | Crnogorski Telekom       | 76,53 % u vlasništvu Hrvatskog telekoma |
| Sjeverna Makedonija        | Makedonski Telekom       | 56,67 % u vlasništvu Magyar Telekoma    |
| Poljska                    | T-Mobile Polska          | 100 %                                   |
| Rumunjska                  | CosmOTE Romanian         | 70 % u vlasništvu Cosmote-a             |
| Slovačka                   | Slovak Telekom           | 100 %                                   |
| Mađarska                   | Magyar Telekom           | 59,30 %                                 |
| Sjedinjene Američke Države | T-Mobile US              | 64,78 %                                 |

## Vlasnička struktura
- Mali dioničari – 65,1 %
- SoftBank Group Corp. – 4,5 %
- Savezna Republika Njemačka – 30,4 %
- Bund – 13,8 %
- KfW – 16,6 %

## Divizije
- T-Systems International GmbH (kratko T-Systems) – međunarodno operativni pružatelj usluga za informacijske tehnologije i digitalnu transformaciju.
- Deutsche Telekom Global Carrier – međunarodna veleprodajna podružnica Deutsche Telekoma. Proizvodi uključuju VVoice Termination, Ethernet, IP-Transit, Mobile and Roaming as well as In-flight Internet Access tijekom leta za zrakoplovnu industriju. Tvrtka upravlja mrežom Tier 1.
- European Aviation Network – s Inmarsatom i Nokiom razvija hibridnu mrežu za brži pristup internetu u zrakoplovima u Europi. To je kombinacija prijenosa podataka putem Inmarsat saltelita i DT-ovih LTE baznih stanica diljem europskog kontinenta.

## Vanjske poveznice
- Službena stranica
- Deutsche Telekom na Facebooku
- Deutsche Telekom na Twitteru
- Deutsche Telekom na Instagramu
- Deutsche Telekom na TikToku
- Deutsche Telekom na YouTubeu
- Deutsche Telekom na LinkedInu

- Službene stranice (engl.) (njem.)